# 国道14号 (芬兰)
国道14号（芬蘭語：Valtatie 14）是一条东西方向从尤瓦经萨翁林纳到帕里卡拉的公路，全长118公里。公路除在萨翁林纳市内有一段短暂的四车道外，其余全是两车道。

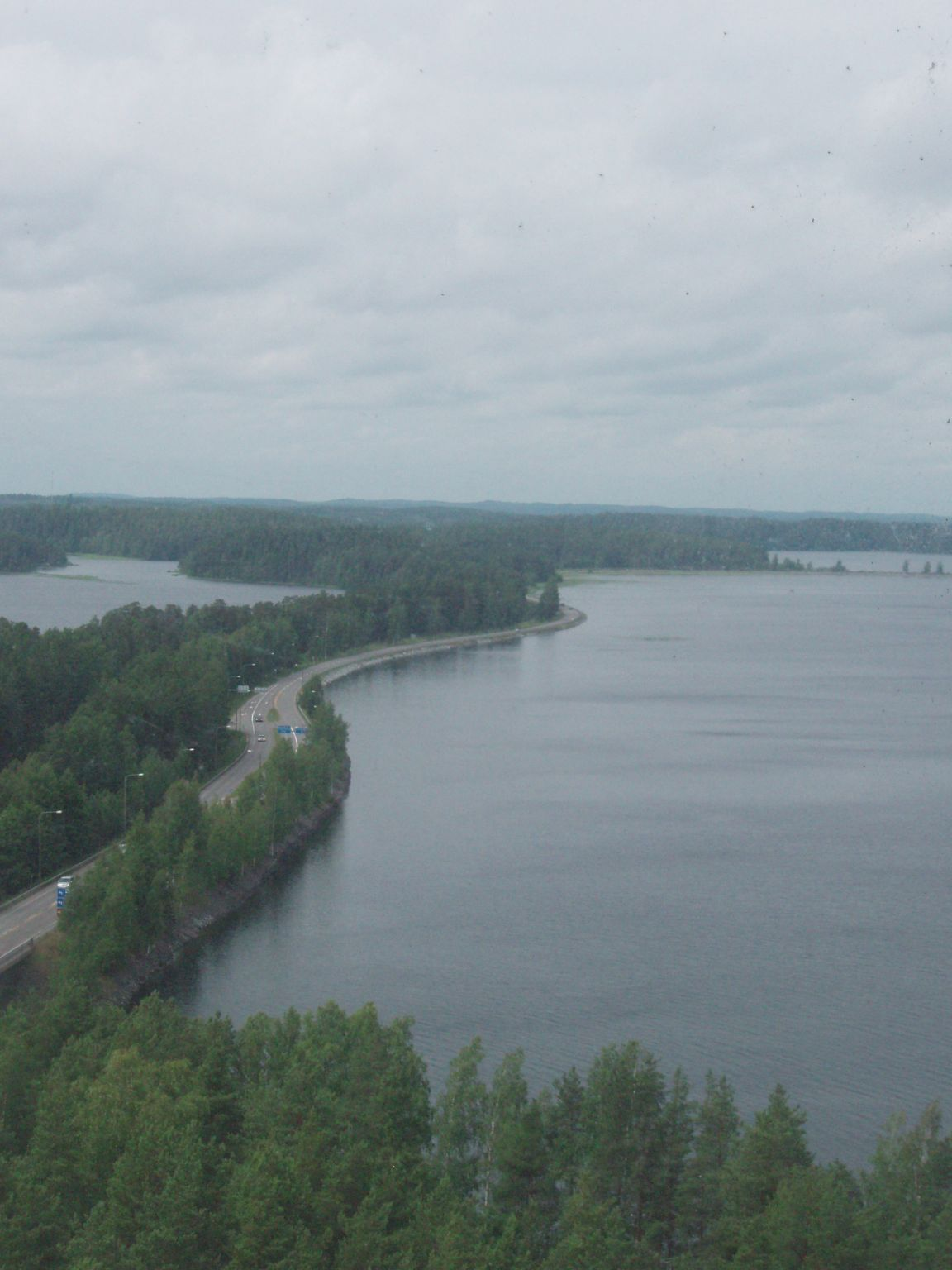
从蓬卡哈尔尤水塔眺望国道14号。

公路穿过的蓬卡哈尔尤是芬兰著名的湖区景观。